# Rundfunkjahr 1933

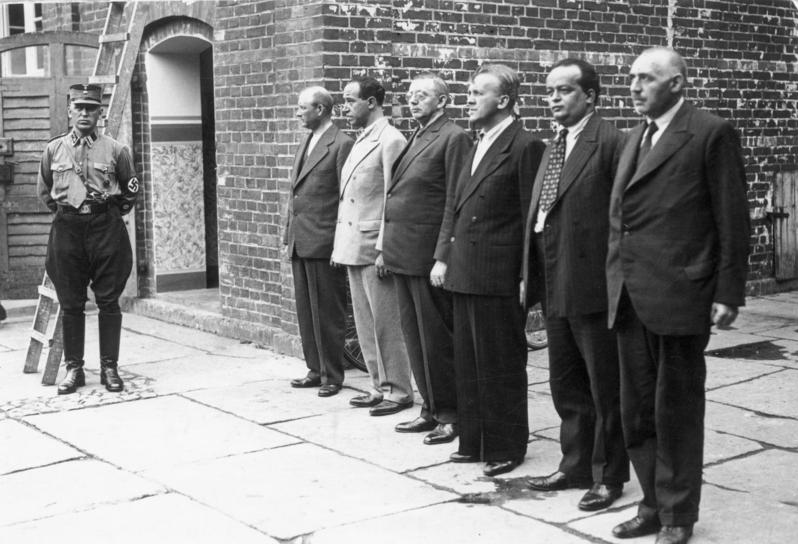
1933: Führende Rundfunk- und SPD-Funktionäre werden ins KZ Oranienburg eingeliefert.

Liste der Rundfunkjahre

◄◄ | ◄ | 1929 | 1930 | 1931 | 1932 | Rundfunkjahr 1933 | 1934 | 1935 | 1936 | 1937 | ► | ►►

Weitere Ereignisse

## Allgemein
- Nach der Machtübernahme der Nationalsozialisten am 30. Januar wird in Deutschland die 1925 gegründete Reichs-Rundfunk-Gesellschaft (RRG) gestärkt und die bis dahin selbstständigen Rundfunkgesellschaften aufgelöst. Das Radio wird das wichtigste Propagandainstrument der Nazis, kontrolliert und geleitet vom Reichsministerium für Volksaufklärung und Propaganda unter der Leitung von Joseph Goebbels.
- August – Führende Rundfunk- und SPD-Funktionäre werden ins KZ Oranienburg eingeliefert. Auf der obigen Abbildung (von links nach rechts): Ernst Heilmann (SPD), Friedrich Ebert junior (SPD und Chefredakteur), Alfred Braun (Reporter und Rundfunksprecher), Heinrich Giesecke (Direktor der Reichs-Rundfunk-Gesellschaft), Hans Flesch (Intendant) und Kurt Magnus (Direktor der RRG).

## Hörfunk

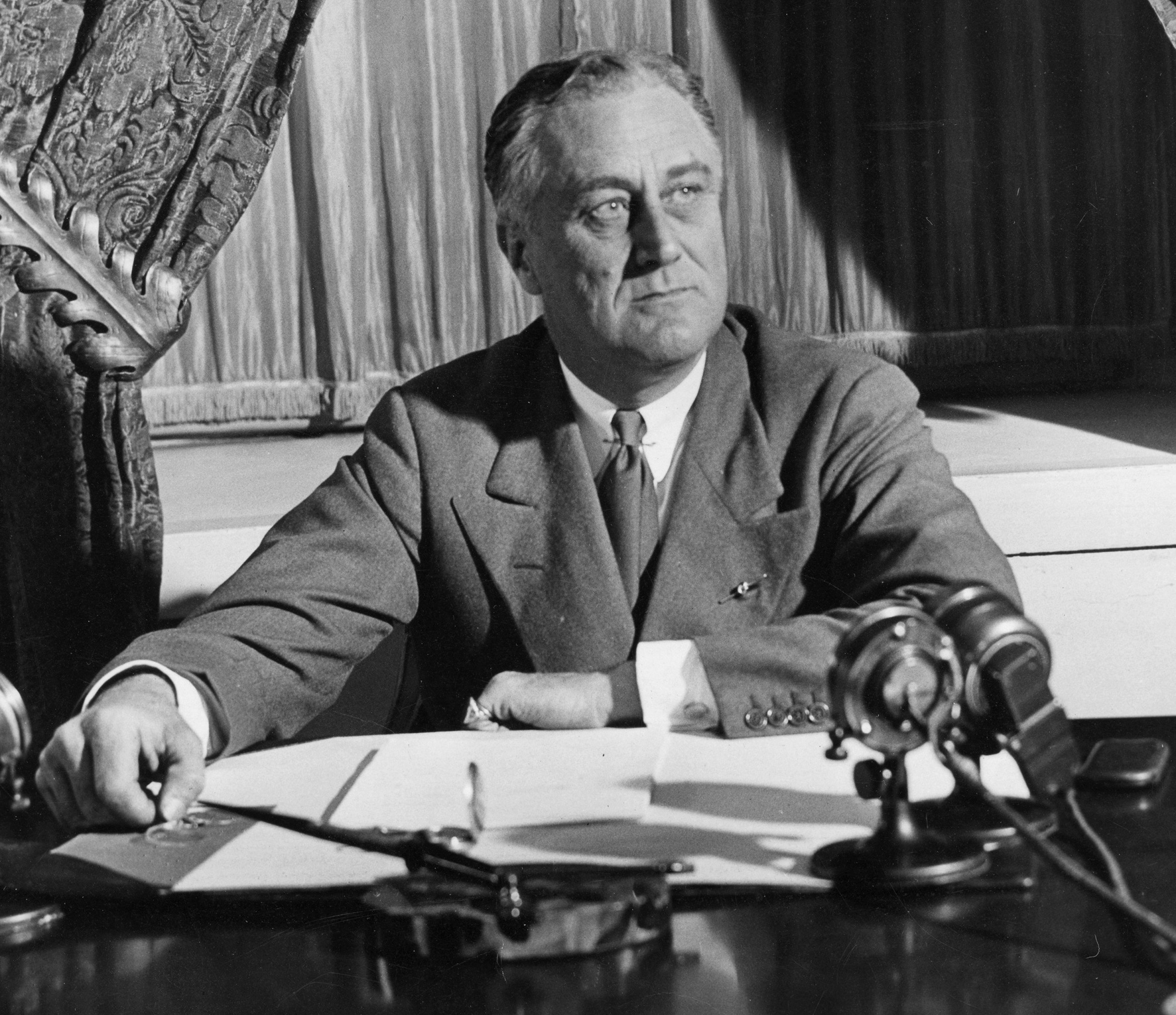
Roosevelt bei einem seiner „Kamingespräche“

- 15. Februar – Vier junge Männer aus dem linken Parteienspektrum (andere Quellen: „aus dem Umfeld der Stuttgarter KPD“) kappen während einer Wahlrede Adolf Hitlers in der Stuttgarter Stadthalle das Übertragungskabel. Der Anschlag geht als „Stuttgarter Kabelattentat“ in die Rundfunkgeschichte ein.
- 12. März – Unter dem Titel „Kamingespräche“ (fireside chats) hält US-Präsident Franklin D. Roosevelt seine erste von 30 Radio-Ansprachen.
- 22. Mai – In den USA ist die 28. und letzte Folge der Radioshow Flywheel, Shyster & Flywheel mit Groucho und Chico Marx zu hören.
- 28. Mai – Nördlich von Wien geht der Sender Bisamberg in Betrieb.
- 23. Juni – The Breakfast Club hat auf NBC-Blue Network Premiere.
- 2. Juli – Die politischen Veränderungen und die Etablierung einer klerikal-faschistischen Diktatur in Österreich finden ihren Ausdruck auch im Hörfunkprogramm: erstmals wird die religiöse Sendung Die geistliche Stunde ausgestrahlt.
- 14. August – Die erste Folge der US-amerikanischen Seifenoper Ma Perkins wird von WLW aus Cincinnati ausgestrahlt.
- 18. August – Auf der Berliner Funkausstellung wird der Volksempfänger vorgestellt. Das Gerät wird zum wichtigsten Instrument der NS-Propaganda: Noch während der Messe können 100.000 Stück verkauft werden.
- 11. September – In der vom Rundfunk übertragenen Trabrennplatzrede legt der österreichische Bundeskanzler Engelbert Dollfuß die ideologischen Grundsätze des Austrofaschismus erstmals einer breiten Öffentlichkeit dar.[1]
- 2. Oktober – Der National Barn Dance wird auf NBC-Red Network erstmals landesweit ausgestrahlt.
- 10. November – erster offiziell angeordneter Gemeinschaftsempfang des deutschen Volkes. Es wurde eine Rede Adolf Hitlers aus den Siemens-Werken in Berlin übertragen
- 2. Dezember – Der 314 Meter hohe Sendemast in Lakihegy bei Budapest wird als damals höchstes Bauwerk Europas in Betrieb genommen.

## Geboren
- 18. Januar – Ray Dolby, US-amerikanischer Erfinder und Unternehmer, wird in Portland, Oregon geboren. Dolby liefert nach dem Zweiten Weltkrieg wichtige Erfindungen zur Verbesserung der magnetischen Tonaufzeichnung und deren Wiedergabe († 2013).
- 10. März – Evelyn Lazar, deutsche Fernsehmoderatorin und Journalistin, wird geboren († 2025).
- 17. März – Ulrich Makosch, deutscher Fernsehjournalist (Objektiv, Auslandsmagazin des DFF, 1965–1989), wird in Wittenberge geboren († 2008).
- 7. Mai – Axel Corti, österreichischer Regisseur und Radiopersönlichkeit (Der Schalldämpfer), wird in Paris geboren († 1993).
- 23. Mai – Joan Collins, britisches Model und Schauspielerin (Der Denver-Clan, Fernsehserie 1981–1989), wird in London geboren.
- 5. Juli – Michael Heltau, deutscher Schauspieler und Chansonnier (Liedercircus, ZDF), wird in Ingolstadt geboren.
- 15. September – Petra Schürmann, deutsche Schauspielerin und Fernsehmoderatorin wird in Mönchengladbach geboren († 2010).
- 15. September – Henry Darrow, US-amerikanischer Schauspieler, vor allem als Manolito Montoya aus der Westernserie High Chaparral bekannt, wird in New York geboren († 2021).
- 11. November – Edgar Bessen, deutscher Schauspieler, wird in Hamburg geboren († 2012). Er ist hauptsächlich durch die zahlreichen Fernsehübertragungen aus dem Hamburger Ohnsorg-Theater bekannt.
- 19. November – Larry King, US-amerikanischer Journalist und Talkmaster (Larry King Live), wird in Brooklyn / New York City geboren († 2021).

## Gestorben
- 19. April – Adolf Stoltze, deutscher Journalist und Lokaldichter, stirbt 90-jährig in Frankfurt am Main.
- 25. Oktober – Carl Blankenstein, deutscher Schauspieler und Hörspielsprecher, stirbt 68-jährig in Hamburg.